# Jim Gray

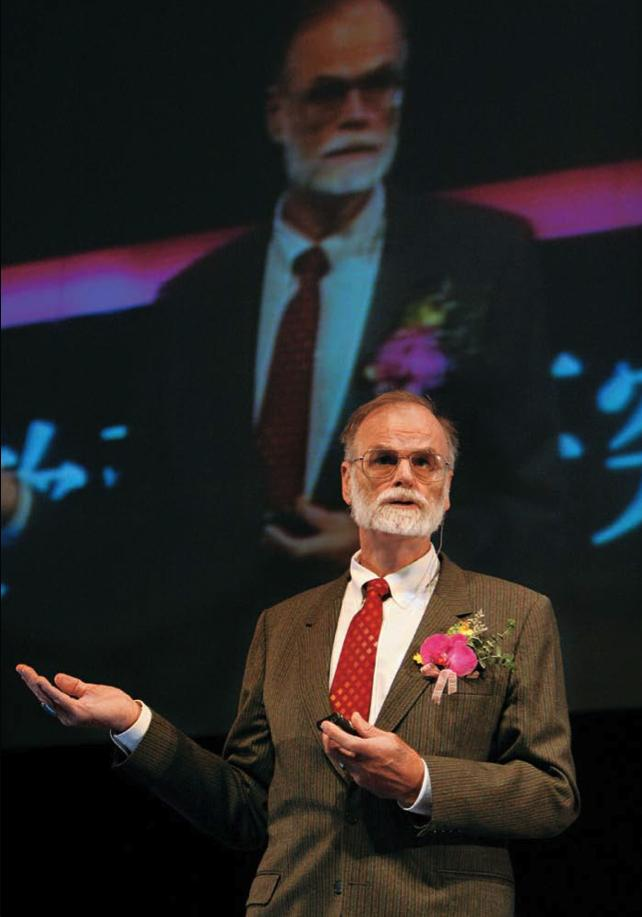
James N. Gray 2006

James Nicholas „Jim“ Gray (* 12. Januar 1944 in San Francisco, Kalifornien; verschollen im Pazifischen Ozean seit 28. Januar 2007; für tot erklärt am 16. Mai 2012) war ein US-amerikanischer Informatiker, der 1998 mit dem Turing Award für zukunftsweisende Ergänzungen und Beiträge zu Datenbanken und der Forschung an Übertragungsprozessen und der technischen Führung in der Systemimplementation ausgezeichnet wurde.

## Leben und Werk
Gray, der Sohn eines US-amerikanischen Spions und Erfinders und einer Englischlehrerin, wuchs in Europa auf und studierte an der University of California, Berkeley, wo er 1966 seinen Bachelor of Science für mathematische Ingenieurwissenschaften (Mathematik und Statistik) erhielt. Seine Promotion in Informatik folgte 1969, wobei er der erste Empfänger der Doktorwürde dieses Faches an der Universität war. Gray arbeitete als Forscher und Softwareentwickler bei einer Reihe von Firmen, darunter IBM (im Almaden Research Center, 1969 bis 1980), Tandem (1980 bis 1990) und der Digital Equipment Corporation (DEC, 1990 bis 1995). Bis zu seinem Verschwinden auf See Anfang 2007 arbeitete er als technischer Mitarbeiter bei Microsoft Research, der Forschungsabteilung von Microsoft, in San Francisco.
Gray war am Aufbau verschiedener zentraler Datenbanksysteme und Systeme für die Prozessübertragung beteiligt, darunter IBM System R. Außerdem veröffentlichte er eine Reihe von wissenschaftlichen Beiträgen in Fachzeitschriften. Die grundlegenden Ideen für das Projekt World Wide Telescope von Microsoft Research, das erstmals einer breiten Öffentlichkeit Satellitenbilder zugänglich machte, stammen von Gray. 2008 hat Microsoft Research das Projekt daher Jim Gray gewidmet.
Gray diente von 1990 bis 1999 im Computer Science and Telecommunications Board des National Research Council, von 1997 bis 2001 im Presidential Advisory Committee on Next Generation Internet, High Performance Computing, and Information Technology (PITAC) und von 2002 bis 2004 im Computer and Information Science and Engineering Advisory Committee der National Science Foundation. Er war Mitglied der National Academy of Sciences, der National Academy of Engineering, der American Academy of Arts and Sciences und der European Academy of Sciences. Er war Fellow der Association for Computing Machinery und des Institute of Electrical and Electronics Engineers sowie Technical Fellow von Microsoft. Gray betreute weiterhin wissenschaftliche Arbeiten unter anderem von Werner Vogels und Sergey Brin.
Gray war zweimal verheiratet und hatte drei Kinder.

## Verschwinden auf See
Nachdem er von einem eintägigen Segelausflug, den er allein zu den Farallon-Inseln im Pazifik in der Nähe von San Francisco unternommen hatte, um die Asche seiner Mutter zu verstreuen, nicht mehr zurückgekehrt war, wurde Gray am Abend des 28. Januar 2007 von seiner Ehefrau als vermisst gemeldet.
Die Küstenwache suchte mit Booten, Hubschraubern und Flugzeugen nach Gray, an Land kam Personal des National Park Service und der Polizei zum Einsatz. Am 1. Februar 2007 wurde die Suche offiziell eingestellt. Freunde und Arbeitskollegen, darunter Bill Gates, Larry Ellison, Rick Rashid und Sergey Brin, setzten sie jedoch mit eigenen Mitteln fort und dokumentierten ihre Anstrengungen in einem Blog und auf einer eigens eingerichteten Webpräsenz. Die Freunde stellten ihre aktive Suche auf See (unter anderem mit einem Trainingsflugzeug der NASA) am 16. Februar 2007 ebenfalls ein, suchten jedoch mittels Mechanical Turk und mehr als 12.000 Freiwilligen auf Satellitenbildern sowie bis Ende Mai 2007 auf dem Meeresgrund weiter nach Spuren des Segelboots. Zusätzlich wurden in Yachthäfen entlang der nordamerikanischen Pazifikküste von Kanada bis Mexiko Plakate mit der Bitte um Hinweise auf Grays Verbleib angebracht.
Seine Familie glaubte im Sommer 2007 noch nicht, dass Gray tot sei. Am 31. Mai 2008 fand an der University of California, Berkeley, eine Veranstaltung zu seinen Ehren statt. Ausdrücklich handelte es sich dabei nicht um eine Gedenkveranstaltung, da sein Schicksal weiterhin ungeklärt war. Am 16. Mai 2012 erklärte ein Gericht in San Francisco Jim Gray auf Antrag von dessen Frau für tot, wobei die Sterbeurkunde auf das Ende der fünfjährigen Wartefrist bei Vermisstenfällen nach kalifornischem Recht, also den 28. Januar 2012, ausgestellt wurde.